# Karl Schnell (Politiker, 1954)

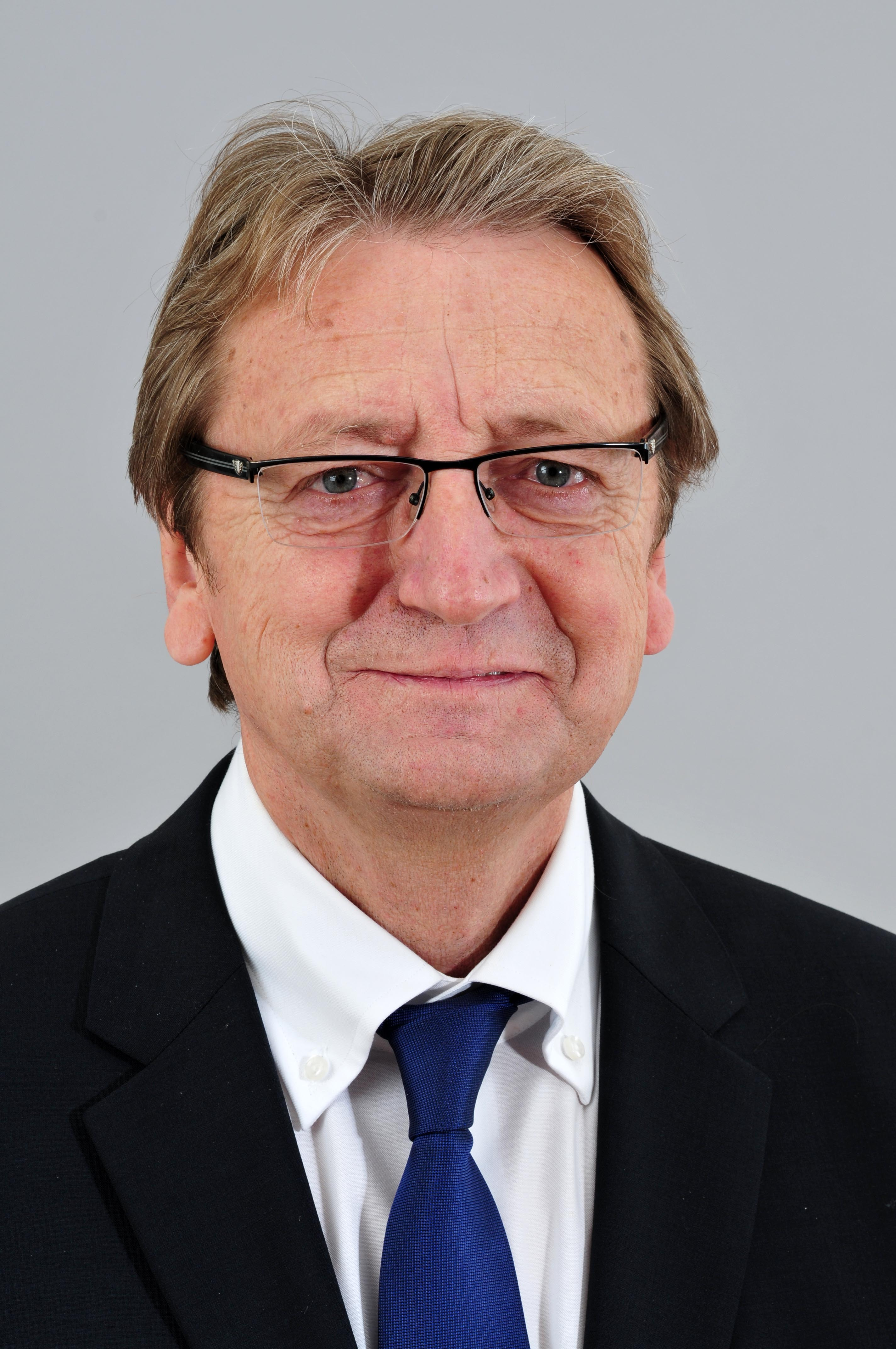
Karl Schnell 2012

Karl Schnell (* 7. April 1954 in Flachau) ist ein österreichischer Arzt und Politiker. Schnell war von 1997 bis 2018 Landtagsabgeordneter im Salzburger Landtag. Von 1992 bis 2013 war er Landesobmann der Freiheitlichen Partei Österreichs in Salzburg sowie von April 2005 bis Juni 2013 Bundesobmann-Stellvertreter. Als Klubobmann des Landtagsklubs der FPÖ Salzburg überwarf sich Schnell mit Parteichef Heinz-Christian Strache. Im Juni 2015 wurde er aus der FPÖ ausgeschlossen und gründete eine Abspaltung, die Freie Partei Salzburg.

## Biografie
Karl Schnell maturierte 1973 am Bundesrealgymnasium Zell am See und promovierte 1980 an der Universität Wien zum Dr. med. Von 1985 bis 1992 besaß Schnell eine Arztpraxis in Hinterglemm.
Schnell wurde 1991 zum Generalsekretär der FPÖ ernannt. 1992 wählte man ihn zum Landesparteiobmann der FPÖ Salzburg. Ab 21. Oktober 1992 war er Mitglied der Salzburger Landesregierungen Katschthaler I, Katschthaler II und Schausberger I.
1997 kam die FPÖ Salzburg an vertrauliche Daten aus einem Computer des damaligen Landeschefs der SPÖ, Gerhard Buchleitner. Schnell machte diese Daten als „Postenschacher-Liste“ öffentlich und wurde durch einen Misstrauensantrag von ÖVP und SPÖ aus der Landesregierung gewählt. 1998 wurde er wegen Kritik am Bundesparteiobmann Jörg Haider, dem er vorwarf, ihn in der „Datenklau-Affäre“ zu wenig unterstützt zu haben, mitsamt der restlichen Führungsspitze der Salzburger Landespartei abgesetzt. Die Salzburger FPÖ wurde daraufhin direkt von der Bundesparteizentrale aus geleitet. Nach einer Entschuldigung bei Haider konnte Schnell seine Tätigkeit als Landesparteivorsitzender wieder aufnehmen.
Aufsehen erregte Schnell auch im Rahmen der im Mai 2000 von Hilmar Kabas ausgelösten Hump-Dump-Affäre, als er auf einer Parteiveranstaltung im November 2000 in Hinblick auf eine Aussage Kabas' über den damaligen Bundespräsidenten Thomas Klestil sagte: „Lump ist da eigentlich ein harmloser Ausdruck. Wir alle kennen diesen Ausdruck. Lumpi nenn i mein Hund – des is a netta, liaba Falott.“ Im Juli 2001 wurde er deswegen (nach Aufhebung seiner Immunität als Landtagsabgeordneter) vom Landesgericht Wien zu einer Geldstrafe von 100.000 österreichischen Schilling (rund 7200 Euro) verurteilt, das Oberlandesgericht Wien bestätigte das Urteil im Dezember 2001.
Karl Schnell blieb nach der Abspaltung des BZÖ von der FPÖ im Jahre 2005 mit seiner Landesgruppe in der FPÖ.
Am 21. Juni 2008 trat Schnell in Vertretung von Heinz-Christian Strache auf einem Kongress der Partei Die Republikaner auf. Schnell äußerte sich dort, dass die so genannten Rechtsparteien der Mitte wie CDU, CSU und ÖVP schuld daran seien, dass der Schwarzafrikaner in Lederhose in München als Kellner die Maß Bier bringe, außerdem hielt er fest, dass die FPÖ eine Rechtspartei sei, die auf demokratischem Boden stehe.
Im November 2013 wurde Schnell von Rupert Doppler als Landesparteiobmann abgelöst. Am 10. Juni 2015 gab FPÖ-Bundesparteiobmann Heinz-Christian Strache den am 9. Juni erfolgten Ausschluss Schnells aus der FPÖ bekannt. Zusammen mit Schnell wurde auch dessen Nachfolger Rupert Doppler ausgeschlossen. Nachfolger an der Salzburger FPÖ-Spitze wurde Andreas Schöppl. Schnell gründete daraufhin die Freie Partei Salzburg.
2014 wurde er mit dem Großen Ehrenzeichen des Landes Salzburg ausgezeichnet. Nach der Landtagswahl in Salzburg 2018 schied er aus dem Landtag aus.

## Privates
Schnell ist verheiratet und hat drei Kinder.
Schnell leitet mit seiner Familie das 4-Sterne-Hotel Glemmtalerhof in Saalbach-Hinterglemm, das am 25. Dezember 2011 großteils abgebrannt ist. Knapp ein Jahr später wurde es komplett saniert wieder eröffnet.